# Schachtenhof
Het Schachtenhof is een hofje in de Nederlandse stad Leiden, provincie Zuid-Holland. Het hofje is gelegen aan de Middelstegracht. Het Schachtenhof werd gesticht in 1664 in naam van de weesjongen Theunis Jacobsz. Van der Schacht. In zijn testament stond dat een hofje met 12 huisjes moest worden gebouwd aan de Middelste Gracht. Hij eiste dat bewoners van 40 jaar en ouder er gratis mochten wonen en er was een voorkeur voor familieleden van Van der Schacht en bewoners die net als Van de Schacht in het Weeshuis van Leiden waren opgegroeid.
Theunis Van der Schacht leerde in het weeshuis veters en band maken. Later had Van der Schacht en zijn vrouw een bedrijfje aan de Nieuwe Rijn. Daar deed het echtpaar blijkbaar goede zaken en zij kochten vijf huisjes aan de Middelste Gracht en een familiegraf in het koor van de Pieterskerk. Na het overlijden van Van der Schacht werden de huisjes aan de Middelste Gracht afgebroken om ruimte te verkrijgen voor de bouw van het hofje. Al in 1671 werden de eenvoudige huisjes bewoond.
Op het hofje staat een pomp uit 1730.
In 1977/78 is het Schachtenhof gerestaureerd.
Het College van regenten van de Gereformeerde Kerk bestuurt sinds 1921 dit hofje.
Barend van Namenhof ·
Bethaniënhof ·
Bethlehemshof ·
Brouchovenhof ·
Cathrijn Jacobsdochterhof ·
Cathrijn Maartensdochterhof ·
Coninckshof ·
Eva van Hoogeveenshof ·
François Houttijnshof ·
Groeneveldstichting ·
Groot Sionshof ·
Heiligen Geest- of Cornelis Spronghof ·
Jan de Laterehof ·
Jan Pesijnhof ·
Jean Michelhof ·
Jeruzalemhof ·
Joost Frans van de Lindenhof ·
Juffrouw Maashof ·
Justus Carelhuis ·
Klein Sionshof ·
Meermansburg ·
Mierennesthof ·
Pieter Gerritz. van der Speckhof ·
Pieter Loridanshof ·
Samuel de Zeehof ·
Schachtenhof ·
Sint Anna Aalmoeshuis ·
Sint Annahof of Joostenpoort ·
Sint Elisabethgasthuishof ·
Sint Jacobs- of Crayenboschhof ·
Sint Janshof ·
Sint Salvatorhof ·
Sint Stevenshof ·
Tevelingshof ·
Van Assendelftshof